# الصهيونية في زمن الدكتاتورية
الصهيونية في زمن الدكتاتورية هي كتاب للتروتسكي الأمريكي ليني برينر نُشر عام 1983. يوضح الكتاب أن القادة الصهاينة تعاونوا مع الفاشية، خاصة في ألمانيا النازية، من أجل بناء وجود يهودي في فلسطين. تبرز إحدى إصدارات الكتاب على غلافها ميدالية لوزير الدعاية النازي جوزيف غوبلز للاحتفال بزيارة قام بها ليوبولد فون ميلدنشتاين من نخبة قوات الأمن الخاصة النازية إلى فلسطين كضيف على الاتحاد الصهيوني الألماني.
الصهيونية في زمن الدكتاتورية هو واحدة من عملين بقلم برينر حول التعاون المزعوم بين الصهيونية والنازية، يعود برينر إلى هذا الموضوع في كتابه الصادر عام 2002 51 وثيقة: التعاون الصهيوني مع النازيين.

## الاستقبال
تلقى الكتاب مراجعة إيجابية في التايمز عند نشره الأولي، حيث وصفه إدوارد مورتيمر بأنه «محدد وموثق بعناية». إلا أن سيزار أرونسفيلد كان ناقدا في مراجعة نشرت في مجلة إنترناشيونال أفيرز، قائلًا أن «برينر قد أنتج منشورًا سياسيًا حزبيًا يخرج عن ميزان التاريخ من خلال تجاهل الكثير من الصعوبات، خاصة النفسية. لأول مرة سيكون الستالينيون سعداء بعمل كاتب تروتسكي».
في أعقاب الجدل المتعلق بتعليقات كين ليفينغجستون على أدولف هتلر والصهيونية في عام 2016 (انظر أدناه)، جذب الكتاب مزيدًا من التعليقات النقدية. يقول المؤرخ الاجتماعي ديفيد روزنبرغ أن الصهيونية في زمن الدكتاتورية «مكتوبة بشكل سيء بمنحة فقيرة - قطعة من صحف التابلويد الملصقة مع حقائق انتقائية والكثير من التخمين». صرح برينر أن دور النشر الأمريكية لم تكن مستعدة لطباعة أعماله بسبب طبيعتها المثيرة للجدل، وأن ناشريه (كروم هيلم) «أعطوه إنذارًا» قائلين «أنت على وشك أن تكتب أكثر كتاب إثارة للجدل يمكن تخيله... لذلك لا يمكن أن يكون هناك أخطاء، ويجب أن ترسل لنا نسخة من كل وثيقة تقتبسها.»
يقول توماس ويبر، أستاذ التاريخ والشؤون الدولية، إن «كتاب برينر يقع خارج التيار الأكاديمي، ويتم الاحتفاء به في الغالب إما من قبل اليسار المتطرف أو اليمين النازي الجديد»؛  بين أمور أخرى، استشهد معهد المراجعة التاريخية - المُعرف من قبل مركز قانون الحاجة الجنوبي كمنظمة متطرفة للنازيين الجدد تروج لإنكار الهولوكوست  - بالكتاب في أبحاثه، إلا أن برينر انتقد ذلك وأدان استخدام عمله من جانب النازيين الجدد منكري الهولوكوست.
كتب الكاتب الاشتراكي جيري بن نوح مراجعة نقدية في كتيب حرية العمال. يقول بن نوح أن برينر «يخلق عالماً خياليًا تمنى فيه الصهاينة وتوقعوا حدوث الهولوكوست، والذي كان فيه القوميون اليهود الأكثر تعصبًا في الواقع، ومعادون للسامية»، وينتقد بشدة الحجة القائلة بأن «الصهاينة ينظرون إلى معادي السامية كقوميين مثلهم مع هدف مشترك في إبعاد اليهود عن أوروبا»، ويتساءل بن نوح بخطابة «من أين يبدأ المرء بمراجعة عمل مثل هذا؟».

## جدال ليفينجستون
تم ذكر الصهيونية في زمن الدكتاتورية فيما يتعلق بجدل قام في المملكة المتحدة عندما قال رئيس بلدية لندن السابق كين ليفينجستون عام 2016 أن هتلر كان يدعم الصهيونية في ثلاثينيات القرن الماضي. جادل ليفنجستون بأن الصهيونية في زمن الدكتاتورية يؤكد بوضوح وجود حوار مستمر [بين الصهاينة والنازيين] حتى لو حاولت الحكومة الإسرائيلية الآن التظاهر بأنه لم يحدث شيء من هذا القبيل". بعد هذه التصريحات، تم تعليق عضوية ليفينجستون عن حزب العمال وأشار إلى أنه يعتزم استخدام عمل برينر عند استئناف عضويته.